# Antiquaar

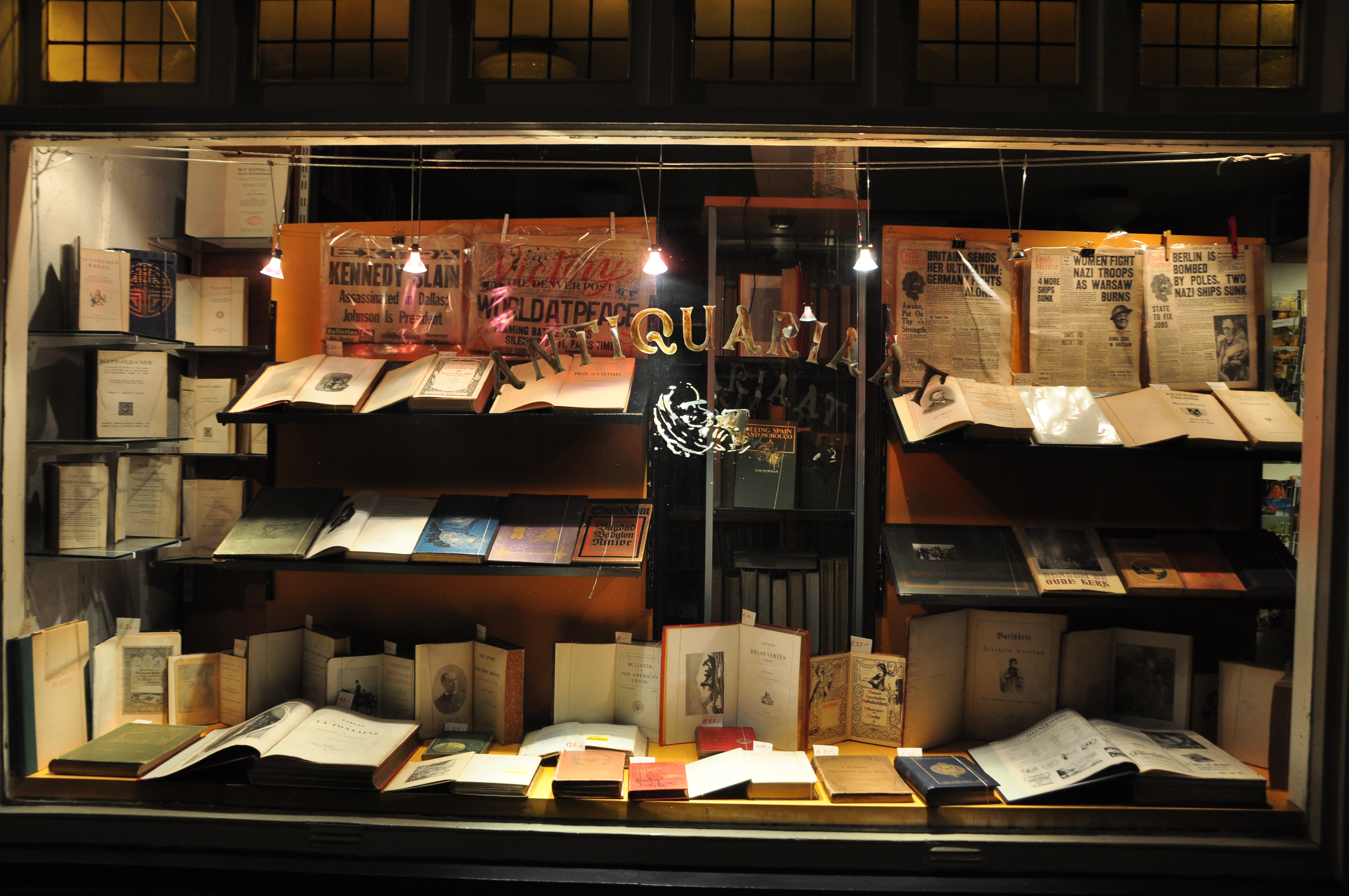
Een antiquariaat in Amsterdam

Een antiquaar is in de tegenwoordig meest gebruikte betekenis iemand die een antiquariaat leidt, een verkoper van oude boeken.
In het verleden betekende antiquaar iets heel anders; het was de benaming voor een liefhebber van oudheden. 
In de regel drijft een moderne antiquaar een winkel die, al dan niet op afspraak, bezocht kan worden, maar er zijn ook antiquaren die een verzendantiquariaat beheren en die hun klanten vinden door het rondsturen van catalogi of internetaanbiedingen; na bestelling wordt de klant het gevraagde toegestuurd. Antiquaren presenteren zich in veel gevallen met het beste uit hun assortiment op de grote antiquarenbeurzen, zoals die in Nederland gehouden worden in bijvoorbeeld Amsterdam, Leiden en Maastricht. Tegenwoordig bedienen veel antiquaren zich van het internet, door zich aan te sluiten bij gespecialiseerde boekenverkoopwebsites zoals Antiqbook en Abebooks. 
Er wordt onderscheid gemaakt tussen de antiquaar, die verzamelwaardige, soms oude boeken (vóór 1900) verkoopt en de tweedehandsboekhandelaar, die gebruikte, maar nog leverbare boeken verkoopt en die niet zelden ook een ramsjafdeling heeft.
Een aantal top-antiquaren in Nederland is aangesloten bij de Nederlandsche Vereeniging van Antiquaren (NVVA), en daardoor zijn zij ook lid van de internationale antiquarenorganisatie International League of Antiquarian Booksellers, ILAB.
De antiquaar wordt vaak verward met de antiquair, die een antiekzaak heeft, of verkoper van oudheden: meubels en andere (gebruiks)voorwerpen.